# 烏爾河 (英國)
烏爾河（River Ure）是英国北约克郡的一条河流，长约74英里（119），最终汇入乌兹河。它是温斯利代尔的主要河流。其名的本意是“迅猛的河流”，河流可以通航。